# Laso Schaller
Lazaro «Laso» Schaller (* 2. November 1988 in Teófilo Otoni, Brasilien) ist ein brasilianisch-schweizerischer Extremsportler.

## Leben
Schaller wurde mit zwei Jahren von einer Familie aus Zürich-Affoltern adoptiert. Beide Adoptiveltern waren aktive Rettungsschwimmer. Im Alter von drei Jahren nahm er am Wettschwimmen De schnällscht Zürifisch teil. Mit 16 Jahren wurde er professioneller Klippenspringer. Schaller hat eine Tochter, arbeitet in der Stadtzürcher Sportmaterialverwaltung und lebt in Zürich-Affoltern.

## Rekorde
Schaller hält einen Weltrekord für den höchsten Sprung vom Land ins Wasser. Den Rekord stellte er am 4. August 2015 bei einem 58,8-m-Sprung von einer Klippe am Wasserfall Cascata del Salto in den schmalen Fluss Riale del Salto im Tessiner Valle Maggia in der Schweiz auf. Er zog sich beim Aufprall an der extra aufgeschäumten Wasseroberfläche einen Innenbandanriss zu. Den Wasserfall entdeckte Schaller beim Canyoning und bereitete sich vier Jahre auf den Sprung vor.